# Markus Reiterberger

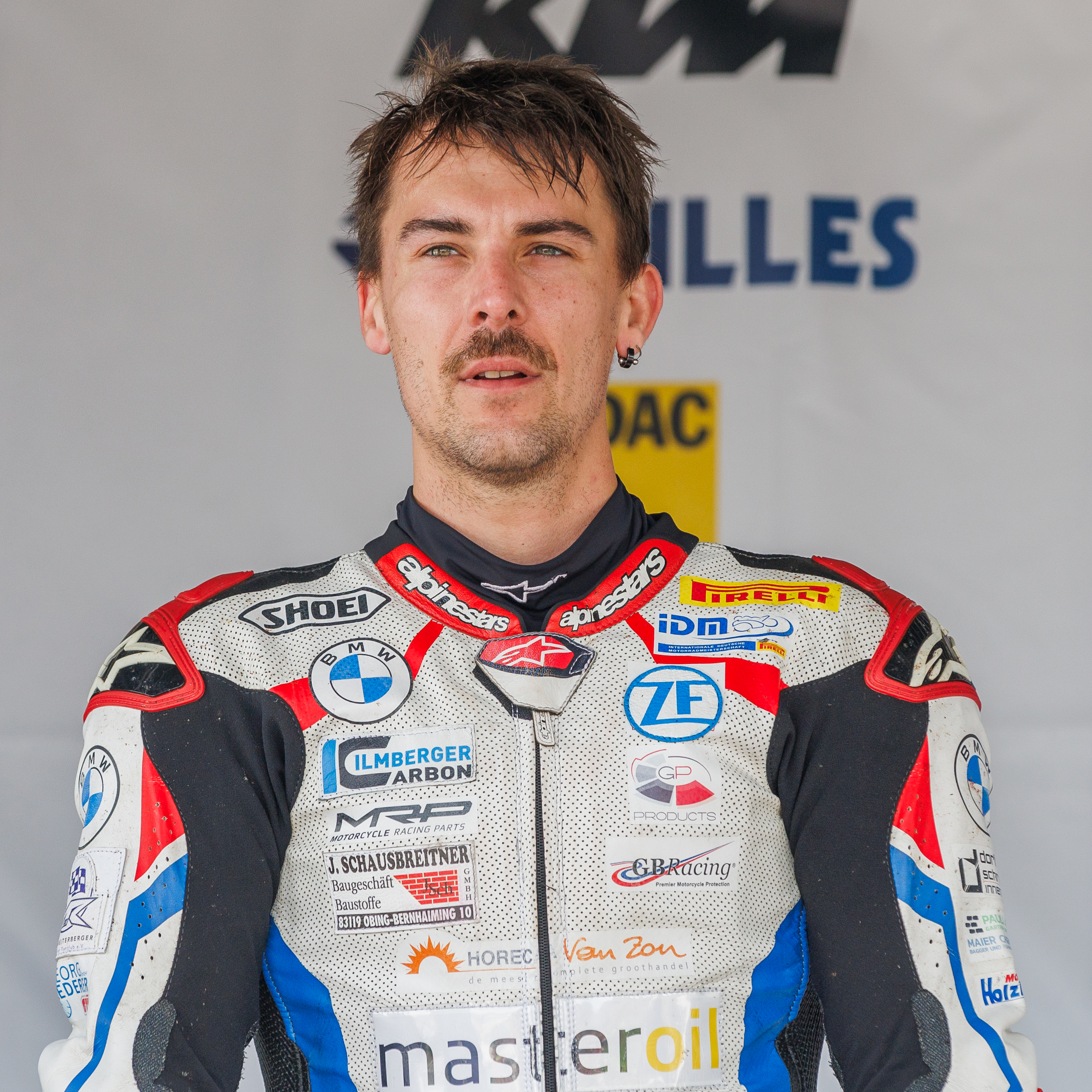
Markus Reiterberger 2024 in Schleiz

Markus Reiterberger (* 9. März 1994 in Trostberg) ist ein deutscher Motorradrennfahrer. Sein Spitzname ist Reiti.

## Karriere
Seine Karriere begann Markus Reiterberger im Jahr 2003 im ADAC Mini-Bike Cup. In den Jahren 2007 und 2008 war er Teilnehmer des Red Bull MotoGP Rookies Cup. 2010 wurde er Meister im deutschen Yamaha Cup, danach nahm er in den Jahren 2011 und 2012 am FIM Superstock 1000 Cup teil. In den Jahren 2013, 2015 und 2017 gewann er die Superbike Wertung der Internationalen Deutschen Motorradmeisterschaft. An der Superbike-Weltmeisterschaft nahm Reiterberger 2016 und 2017 mit mäßigen Erfolg teil; er erreichte am Ende der Saison 2016 den 16. Gesamtplatz und 2017 den 20. Gesamtplatz. Im Jahr 2018 wurde er Europameister im FIM Superstock 1000 Cup.
Am 14. August 2022 gewann Markus Reiterberger zum vierten Mal den Titel der IDM Superbike. Er ist damit in der seit 1983 ausgetragenen Superbike-Klasse der IDM der Fahrer mit den meisten Gesamtsiegen.

## Statistik

### Karrierestationen
| - 2007: Red Bull MotoGP Rookies Cup (Platz 8) - 2008: Red Bull MotoGP Rookies Cup (Platz 11) - 2010: Yamaha-Cup (Platz 1) - 2011: FIM Superstock 1000 Cup (Platz 8) - 2012: FIM Superstock 1000 Cup (Platz 6) - 2013: IDM Superbike (Platz 1) - 2014: IDM Superbike (Platz 3) - 2015: IDM Superbike (Platz 1) | - 2016: Superbike-Weltmeisterschaft (Platz 16) - 2017: Superbike-Weltmeisterschaft (Platz 20) - 2017: IDM Superbike (Platz 1) - 2018: FIM Superstock 1000 Cup (Platz 1) - 2019: Superbike-Weltmeisterschaft (Platz 14) - 2021: IDM Superbike (Platz 6) - 2022: IDM Superbike (Platz 1) - 2023: Asia Road Racing Championship (Platz 1) |

### In der Motorrad-Weltmeisterschaft
| Saison | Klasse | Team                   | Motorrad | Rennen | Siege | Podien | Poles | Punkte | Ergebnis |
| ------ | ------ | ---------------------- | -------- | ------ | ----- | ------ | ----- | ------ | -------- |
| 2012   | Moto2  | Cresto Guide MZ Racing | MZ       | 1      | –     | –      | –     | –      | –        |
| Gesamt | Gesamt | Gesamt                 | Gesamt   | 1      | 0     | 0      | 0     | 0      |          |

### Im FIM Superstock 1000 Cup
| Saison | Team                      | Motorrad      | Rennen | Siege | Podien | Poles | Punkte | Ergebnis      |
| ------ | ------------------------- | ------------- | ------ | ----- | ------ | ----- | ------ | ------------- |
| 2011   | Garnier Alpha Racing Team | BMW S 1000 RR | 10     | –     | –      | –     | 69     | 8.            |
| 2012   | Team Alpha Racing         | BMW S 1000 RR | 10     | –     | 1      | –     | 91     | 6.            |
| 2013   | BMW Motorrad GoldBet STK  | BMW S 1000 RR | 1      | –     | –      | –     | 11     | 17.           |
| 2017   | Van Zon Remeha BMW        | BMW S 1000 RR | 1      | 1     | –      | –     | 25     | 13.           |
| 2018   | alpha Racing-Van Zon-BMW  | BMW S 1000 RR | 8      | 4     | 6      | 5     | 156    | Europameister |
| Gesamt | Gesamt                    | Gesamt        | 30     | 5     | 7      | 5     | 352    |               |

### In der IDM Superbike 1000

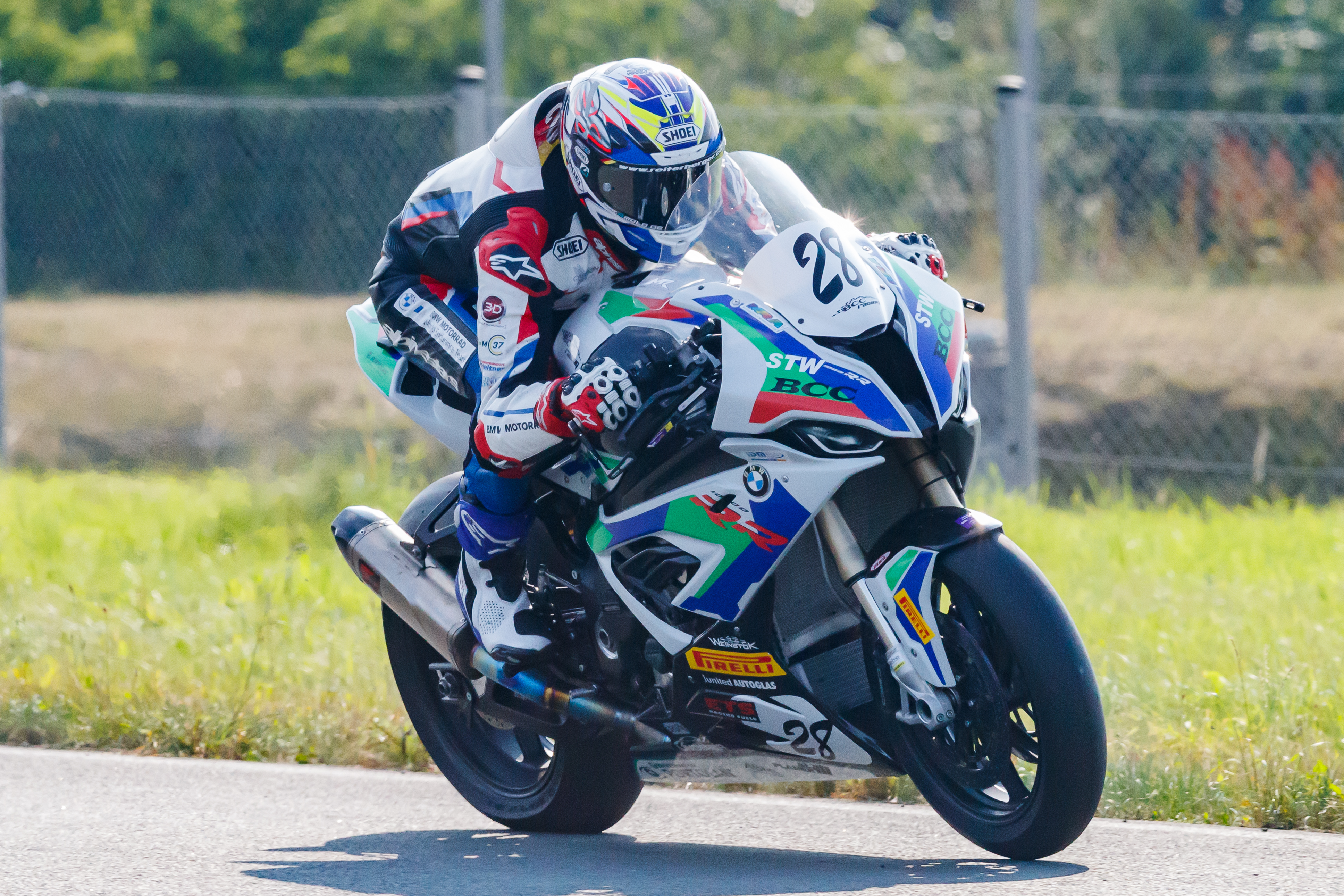
2021 auf dem Schleizer Dreieck

| Saison | Team                          | Motorrad      | Rennen | Siege | Podien | Poles | Punkte | Ergebnis |
| ------ | ----------------------------- | ------------- | ------ | ----- | ------ | ----- | ------ | -------- |
| 2013   | Van Zon Remeha BMW            | BMW S 1000 RR | 14     | 9     | 13     | 6     | 314    | Meister  |
| 2014   | Van Zon Remeha BMW            | BMW S 1000 RR | 15     | 3     | 13     | 3     | 273    | 3.       |
| 2015   | Van Zon Remeha BMW            | BMW S 1000 RR | 16     | 12    | 16     | 5     | 380    | Meister  |
| 2017   | Van Zon Remeha BMW            | BMW S 1000 RR | 14     | 13    | 14     | 7     | 345    | Meister  |
| 2021   | ECC Racing Team               | BMW M 1000 RR | 6      | 3     | 5      | 1     | 117    | 6.       |
| 2022   | BCC-ALPHA-VAN ZON RACING TEAM | BMW M 1000 RR | 14     | 12    | 14     | 4     | 340    | Meister  |
| Gesamt | Gesamt                        | Gesamt        | 79     | 52    | 75     | 26    | 1,569  |          |

### In der Superbike-Weltmeisterschaft
| Saison | Team                       | Motorrad      | Rennen | Siege | Podien | Poles | Punkte | Ergebnis |
| ------ | -------------------------- | ------------- | ------ | ----- | ------ | ----- | ------ | -------- |
| 2013   | Van Zon Remeha BMW         | BMW S 1000 RR | 2      | –     | –      | –     | 7      | 32.      |
| 2015   | Van Zon Remeha BMW         | BMW S 1000 RR | 4      | –     | –      | –     | 6      | 31.      |
| 2016   | Althea BMW Racing Team     | BMW S 1000 RR | 24     | –     | –      | –     | 82     | 16.      |
| 2017   | Althea BMW Racing Team     | BMW S 1000 RR | 8      | –     | –      | –     | 29     | 20.      |
| 2019   | BMW Motorrad WorldSBK Team | BMW S 1000 RR | 34     | –     | –      | –     | 83     | 14.      |
| Gesamt | Gesamt                     | Gesamt        | 72     | 0     | 0      | 0     | 207    |          |

### In der Asia Road Racing Superbike Championship
| Saison | Team                          | Motorrad      | Rennen | Siege | Podien | Poles | Punkte | Ergebnis |
| ------ | ----------------------------- | ------------- | ------ | ----- | ------ | ----- | ------ | -------- |
| 2023   | ONEXOX BMW TKKR Team Malaysia | BMW M 1000 RR | 11     | 7     | 9      | 3     | 228    | Meister  |
| Gesamt | Gesamt                        | Gesamt        | 11     | 7     | 9      | 3     | 228    |          |